# 国防和军队现代化建设“三步走”战略
国防和军队现代化建设“三步走”战略是江泽民在1997年提出的中华人民共和国国防和军队现代化建设发展战略。

## 简介

### 江泽民时期
1997年12月7日，中共中央总书记、国家主席、中央军委主席江泽民在《实现国防和军队现代化建设跨世纪发展的战略目标》中提出，与中华人民共和国现代化建设的发展进程基本一致，国防和军队现代化建设的跨世纪发展大体也可分“三步走”：
1. 从现在起到2010年，用十几年时间，努力实现新时期军事战略方针提出的各项要求，为国防和军队现代化打下坚实基础。
2. 21世纪的第二个十年，随着国家经济实力的增长和军费的相应增加，加快我军质量建设的步伐，适当加大发展高技术武器装备的力度，完善武器装备体系，全面提高部队素质，进一步优化体制编制，使国防和军队现代化建设有一个较大发展。
3. 再经过三十年的努力，到21世纪中叶，实现国防和军队现代化。

江泽民同时指出，“实现国防和军队现代化建设分三步走的战略目标，关键在第一步。在跨世纪的这十几年时间里，我们要保持一定的发展速度，使我们与世界军事大国的差距有所缩小，积蓄力量，为以后的发展做好准备。要在《“九五”期间军队建设计划纲要》的基础上，把2010年前的军队现代化建设规划好。”

### 胡锦涛时期
2006年12月29日，中华人民共和国国务院新闻办公室发表《2006年中国的国防》白皮书称，依据国家的总体规划，国防和军队现代化建设实行“三步走”发展战略，在2010年前打下坚实基础，在2020年前后有较大发展，到21世纪中叶基本实现“建设信息化军队、打赢信息化战争”的战略目标。
2012年11月，中共中央总书记、国家主席、中央军委主席胡锦涛在中共十八大报告中强调，“建设与我国国际地位相称、与国家安全和发展利益相适应的巩固国防和强大军队，是我国现代化建设的战略任务。必须坚持以国家核心安全需求为导向，统筹经济建设和国防建设，按照国防和军队现代化建设‘三步走’战略构想，加紧完成机械化和信息化建设双重历史任务，力争到2020年基本实现机械化，信息化建设取得重大进展。”

### 习近平时期
2016年3月13日，中共中央总书记、国家主席、中央军委主席习近平在出席第十二届全国人民代表大会第四次会议解放军代表团全体会议时表示，“‘十三五’时期是全面建成小康社会决胜阶段，也是国防和军队建设的关键时期。全军和武警部队要全面贯彻党的十八大和十八届三中、四中、五中全会精神，以邓小平理论、“三个代表”重要思想、科学发展观为指导，按照“四个全面”战略布局要求，深入贯彻新发展理念，以党在新形势下的强军目标为引领，贯彻新形势下军事战略方针，推进政治建军、改革强军、依法治军，加强军队建设和军事斗争准备，确保如期实现国防和军队现代化建设‘三步走’发展战略第二步目标。”他还强调了创新的作用。
2017年中共十九大报告中，习近平提出了新时代国防和军队建设的新“三步走”战略。该战略将原来的“三步走”战略目标实现时间提前了15年。 具体内容是：
1. 到2027年，实现建军一百年奋斗目标
2. 到2035年，基本实现国防和军队现代化
3. 到21世纪中叶，全面建成世界一流军队的国防和军队现代化